# Metodo Dumas
Il metodo di Dumas è un procedimento per determinare la percentuale di azoto (e quindi proteica) in un composto. Chiamato anche metodo di combustione, è una valida alternativa al metodo di Kjeldhal.
Il procedimento si basa sulla combustione del materiale organico il quale viene scisso in acqua, anidride carbonica, ossigeno e azoto. L'acqua, l'anidride carbonica e l'ossigeno vengono intrappolati in modo da ottenere azoto libero.